# Deepak Chopra
 (août 2022).
 (août 2022).
La mise en forme du texte ne suit pas les recommandations de Wikipédia : il faut le « wikifier ».
Les points d'amélioration suivants sont les cas les plus fréquents. Le détail des points à revoir est peut-être précisé sur la page de discussion.
- Les titres sont pré-formatés par le logiciel. Ils ne sont ni en capitales, ni en gras.
- Le texte ne doit pas être écrit en capitales (les noms de famille non plus), ni en gras, ni en italique, ni en « petit »…
- Le gras n'est utilisé que pour surligner le titre de l'article dans l'introduction, une seule fois.
- L'italique est rarement utilisé : mots en langue étrangère, titres d'œuvres, noms de bateaux, etc.
- Les citations ne sont pas en italique mais en corps de texte normal. Elles sont entourées par des guillemets français : « et ».
- Les listes à puces sont à éviter, des paragraphes rédigés étant largement préférés. Les tableaux sont à réserver à la présentation de données structurées (résultats, etc.).
- Les appels de note de bas de page (petits chiffres en exposant, introduits par l'outil «  Source ») sont à placer entre la fin de phrase et le point final[comme ça].
- Les liens internes (vers d'autres articles de Wikipédia) sont à choisir avec parcimonie. Créez des liens vers des articles approfondissant le sujet. Les termes génériques sans rapport avec le sujet sont à éviter, ainsi que les répétitions de liens vers un même terme.
- Les liens externes sont à placer uniquement dans une section « Liens externes », à la fin de l'article. Ces liens sont à choisir avec parcimonie suivant les règles définies. Si un lien sert de source à l'article, son insertion dans le texte est à faire par les notes de bas de page.
- La présentation des références doit suivre les conventions bibliographiques. Il est recommandé d'utiliser les modèles {{Ouvrage}}, {{Chapitre}}, {{Article}}, {{Lien web}} et/ou {{Bibliographie}}. Le mode d'édition visuel peut mettre en forme automatiquement les références.
- Insérer une infobox (cadre d'informations à droite) n'est pas obligatoire pour parachever la mise en page.

Pour une aide détaillée, merci de consulter Aide:Wikification.
Si vous pensez que ces points ont été résolus, vous pouvez retirer ce bandeau et améliorer la mise en forme d'un autre article.
 (août 2022).
Deepak Chopra, né le 22 octobre 1946 à New Delhi, est un penseur, médecin, conférencier et écrivain à succès indo-américain, spécialisé en spiritualité et en médecine alternative.
Avant de lancer sa propre carrière, Chopra a été un assistant de premier plan de Maharishi Mahesh Yogi jusqu'à leur séparation en 1994,. Après la mort de ce dernier en 2008, Chopra précisa les motifs de leur prise de distance. 
À la suite de cet événement, le mouvement de Méditation transcendantale initié par Maharishi Mahesh Yogi prit une plus grande importance, bien que certains partisans de cette doctrine aient souhaité ne plus faire sa promotion afin de « conserver la pureté de l'enseignement » de Maharishi. 
Face à cela, Deepak Chopra exprime publiquement son respect à son ancien maître. En apprenant son décès, il témoigne sur son site : « Maharishi, le gourou de qui j'ai tout appris, a pris le « Mahasamadhi » (méditation de départ) dans la soirée du 5 février 2008 ».
En 1999, il a été classé parmi les 100 personnalités les plus marquantes du siècle par le magazine Time. Traduits dans 30 langues, ses livres se sont vendus à plus de 10 millions d'exemplaires.
Avec environ 15 millions de dollars de bénéfices annuels issus de ses ouvrages, séminaires et produits dérivés, il est fréquemment appelé « le gourou de la santé » aux États-Unis. 
Chopra est fermement critiqué par les sceptiques scientifiques. Il s'est notoirement confronté au biologiste Richard Dawkins et au chirurgien David Gorski, qui le décrivent comme étant « un charlatan, un hurluberlu incroyablement arrogant et condescendant ».
Malgré cela, il reste très populaire en Inde et aux États-Unis, où il a établi un centre de soins basé sur l'Āyurveda en Californie. Il est d'abord influencé par l'hindouisme et s'inspire notamment, dans certains de ses premiers ouvrages, de la Bhagavad Gītā, du Vedānta ainsi que du Soufisme. Il a publié de nombreux livres sur le développement personnel, la spiritualité New Age et la médecine alternative, en y mêlant hors du cadre scientifique, des interprétations de concepts issus de la physique quantique (mysticisme quantique).
Deepak Chopra est également connu pour être devenu ami et conseiller de nombreuses célébrités telles que Madonna ou Demi Moore. Il était un ami de Michael Jackson, qu'il avait conseillé sur des questions de santé, et a été sollicité par les médias après sa mort, en particulier pour commenter les controverses médicales qui ont entouré son décès.

## Biographie
Deepak Chopra est né en 1946 à New Delhi en Inde.
Il est le fils aîné du Dr Krishan Chopra (1919–2001), cardiologue de New Delhi.
Son frère cadet Sanjiv est professeur de médecine et doyen de la faculté d'éducation médicale continue au Beth Israel Deaconess Medical Center (BIDMC) à Boston, Massachusetts, un hôpital d'enseignement de la faculté de médecine de Harvard.
Deepak Chopra effectue ses études de médecine au All India Institute of Medical Sciences (AIIMS), une faculté de médecine de New Delhi, en Inde.
En 1970, Deepak immigre aux États-Unis et entame son internat au Muhlenberg Regional Medical Center, un hôpital à Plainfield dans le New Jersey aux États-Unis. Il poursuit une période de résidanat à la clinique Lahey à Burlington dans le Massachusetts, et une autre à l'hôpital de l'université de Virginie.
Quand il termine son internat, Chopra réussit ses examens et devient médecin spécialiste en médecine interne et en endocrinologie.
En 1973, il obtient une licence pour exercer dans le Massachusetts et une licence d'exercice en Californie en 2004. Chopra enseigne dans les facultés de médecine des universités de Tufts et de Boston, avant d'établir un cabinet médical privé.

### La période «méditation transcendantale»
Après avoir lu un livre au sujet de la méditation transcendantale, Chopra et son épouse apprennent cette technique en 1981 et les techniques de MT-Sidhi.
En 1984, Chopra rencontre Maharishi Mahesh Yogi qui l'invite à étudier l'Ayurveda (médecine traditionnelle indienne),.
L’année suivante, Chopra quitte son poste de chef de service au New England Memorial Hospital de Boston et devient directeur médical du centre de santé ayurvedique Maharishi pour la gestion du stress (« Maharishi Ayurveda Health Center for Stress Management ») à Lancaster dans le Massachusetts. Il fonde l'Association américaine de médecine ayurvédique (« American Association for Ayurvedic Medicine »). En 1989, le Maharishi lui décerne le titre de « Dhanvantari (Seigneur de l'immortalité, le gardien de la santé parfaite pour le monde) » avant leur rupture en 1994.
À la suite de quoi, en 1995, il fonde le Chopra Center For Well Being en Californie.

### À partir de 1994
Chopra et le neurologue David Simon fondent le Chopra Center for Wellbeing sur la base des principes de l'Ayurvéda à La Jolla en Californie. En 2002, ils déménagent le centre à La Costa Resort and Spa à Carlsbad, toujours en Californie, en proposant divers programmes de fitness et de bien-être comme la méditation, le yoga et des consultations médicales. Chopra et Simon développent une nouvelle pratique de la méditation, appelée « la méditation du son primordial ». Deepak devient dans la même période, un consultant pour la National Ayurvedic Medical Association. En 2006, Chopra lance Virgin Comics avec son fils Gotham Chopra et Richard Branson, dont l'objectif est de « promouvoir la paix et la conscience par les comics et des cartes à collectionner qui présenteront des histoires et des symboles traditionnels de la Kabbale. »

## Notoriété

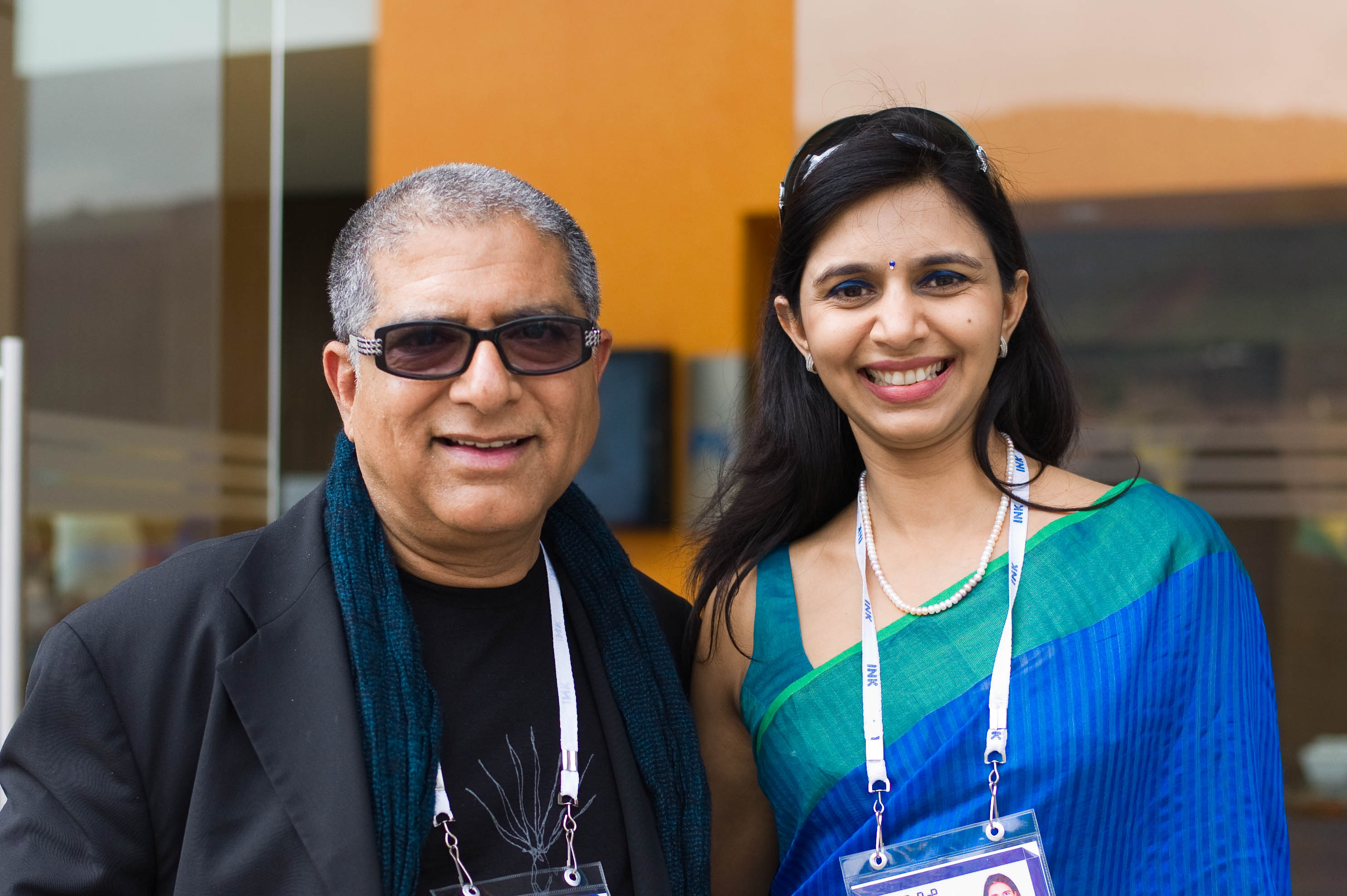
Deepak Chopra et Aparna Malhotra

Les talents d'orateur de Deepak Chopra ont été régulièrement récompensés. Il a reçu en 1995 le prix d'un des « cinq orateurs exceptionnels » de la part de Toastmasters. En 1997, il reçut le Golden Gavel Award, puis la Médaille du Président de la République italienne par le comité scientifique international Pio Manzu. En 2002, il reçut le Einstein Humanitarian Award du Albert Einstein College of Medicine en collaboration avec l'American Journal of Psychotherapy (différent du Prix Albert-Einstein). En 2005, il fut fait Senior Scientist à The Gallup Organization. Il est également rédacteur au San Francisco Chronicle, au Washington Post dans la rubrique sur la Foi et au Huffington Post,,. En 2006, il reçut la Ellis Island Medal of Honor de la part du National Ethnic Coalition of Organizations,. En 2005, il a lancé depuis l'ONU le projet « Alliance pour une nouvelle humanité ». Il est aussi membre d'honneur du Club de Budapest.

## Critiques de la communauté scientifique et médicale
Un article du Times de 2008 évoque Chopra en ces termes : « C'est un aimant pour la critique de la communauté scientifique et médicale » et ajoute « De tous les gourous asiatiques, Chopra est celui qui a indiscutablement été le plus doué pour gommer les différences entre l'Orient et l'Occident en emballant la mystique orientale d'un vêtement occidental crédible. Sa tentative de construire un modèle de l'univers lisse et plaisant l'amène à des conclusions faciles et à éviter les failles problématiques et incohérences de son discours. Ce qui est évident pour tout le monde, sauf pour ses fans aux yeux pleins d'étoiles »,.
Chopra est critiqué par les sceptiques pour la relation qu'il établit entre la mécanique quantique et les processus de guérison. En 1998, Chopra reçut le Prix Ig Nobel (satirique) en physique pour « son interprétation unique de la physique quantique et ses applications, à la vie, la liberté et la recherche du bonheur économique ». Dans le cadre de la mouvance New Age, des croyances métaphysiques cherchent à établir un rapport entre la conscience, l’intelligence, le mysticisme, la médecine (médecine quantique), et les théories de la physique quantique et ses interprétations, à travers le mysticisme quantique. De son côté, Timothy Caulfield reproche à Chopra d'utiliser la terminologie scientifique pour tromper son public : « [Chopra] légitime des idées qui n'ont aucune base scientifique pour qu'elles aient l'air d'être issues de la science. Ce qu'il dit n'est autre qu'un jargon sans aucun sens ».

## Œuvres

### Livres
- Le Retour de Merlin
- La maternité, une aventure fabuleuse (en collaboration avec le Dr David Simon et Vicki Abrams)
- La Voie du Magicien
- Esprit éternel et corps sans âge
- Le Chemin vers l'Amour
- Le livre des secrets
- Un corps sans âge, un esprit immortel
- Les Sept Lois Spirituelles du Yoga
- Les Sept Lois Spirituelles du Bonheur
- L’amour et les relations
- Le retour du rishi
- Vivre la Santé: Comment la pensée guérit
- Santé Parfaite
- Vivre en rajeunissant
- Les Sept Lois Spirituelles du Succès
- Les Clés Spirituelles de la Richesse
- Le Corps Quantique : Trouver la Santé grâce aux interactions corps/esprit
- Digestion et bien-être
- Guérir le cœur malade
- Dormir enfin sereinement
- Ma science de la vie : Entretiens avec Léon Nacson
- Les dix engagements : Transformez vos bonnes intentions en bons choix
- Comment connaître Dieu: Il n'est pas nécessaire de croire en Dieu pour le connaître
- Cette énergie qui est en vous : Comment vaincre la fatigue et dominer le stress
- Osons la paix : Comment mettre fin à la violence
- Pouvoir Liberté et Grâce
- Sept lois pour guider vos enfants
- Se libérer des dépendances
- La Blessure invisible : Guérir la Peur et les Traumatismes
- Les plantes médicinales et leurs bienfaits
- Dieux de Lumière
- Le poids qui me convient
- Ayurveda
- Pouvoir, liberté et grâce : Trouver la source du bonheur éternel
- Santé parfaite
- La vie sans condition. Maîtriser les mystères de la réalité personnelle.
- Bouddha: histoire d'une illumination
- Le livre des coïncidences
- Le livre des secrets
- Sur le chemin de la guérison
- Cheminer vers la sagesse
- Le Fabuleux pouvoir de votre cerveau
- Le Fabuleux pouvoir de vos gènes
- Ce qui fait rire les Anges[40]

### CD
- 1998 A Gift of Love: Love poems inspired by Rumi
- 2001 Soul of Healing Meditations - A Simple Approach to Growing Younger
- 2002 A Gift of Love II: A Musical Valentine to Tagore
- 2004 Chakra Balancing: Body, Mind, and Soul

### Vidéos
- 1995 Seven Spiritual Laws of Success
- 1995 The Way of the Wizard
- 2003 God and Buddha - a dialog
- 2004 Soul of Healing - Body, Mind, and Soul Vol. 1

### Jeu vidéo
- 2011 "Deepak Chopra's Leela"[41]